# Cervantes (Lugo)
Cervantes est une commune de la province de Lugo en Espagne située dans la communauté autonome de Galice.

## Paroisses civiles
- Ambasvías, Santa Baia de
- Cancelada, Santo Tomé de
- Castelo, San Pedro de
- Castro, Santa María do
- Cereixedo, Santiago de
- Cervantes, San Pedro de
- Cervantes, San Román de
- Donís, San Fiz de
- Dorna, Santa María de
- Lamas, San Xián de
- Mosteiro, San Xoan de
- Noceda, San Pedro de
- Pando, Santa María do
- Quindous, San Xusto de
- Ribeira, San Martiño da
- Vilapún, Santa Comba de
- Vilaquinte, San Breixo de
- Vilarello, Santa María de
- Vilasante, Santiago de
- Vilaspasantes, San Xoan de
- Vilaver, San Xusto de